# Quentin Anderson
Quentin Anderson, född 21 juli 1912 i Minnewaukan i North Dakota, död 18 februari 2003 i New York, var en amerikansk litteraturvetare och kulturhistoriker. Han var son till Maxwell Anderson.
Anderson avlade 1937 grundexamen vid Columbia University, 1945 masterexamen vid Harvard University och 1953 doktorsexamen vid Columbia. Han blev känd för sin forskning i Henry James författarskap och blev 1961 professor vid Columbia. Andra författare vars produktion Anderson forskade i var Ralph Waldo Emerson och Walt Whitman. I The Imperial Self hävdade Anderson att urkällan till den amerikanska självuppfattningen finns att hitta hos Emerson.